# Rolando Gómez
Rolando Gómez Suardi (ur. 10 listopada 1944 w Concepción de La Vega) – dominikański lekkoatleta, sprinter.
Podczas igrzysk olimpijskich w Meksyku (1968) biegł w dominikańskiej sztafecie 4 x 400 metrów, która odpadła w eliminacjach z czasem 3:19,4 (najsłabszym spośród wszystkich 16 startujących sztafet).